# Sibipiruna
A sibipiruna (Cenostigma pluviosum variedade peltophoroides - Caesalpinioideae), também conhecida como sebipira, é uma árvore de grande porte, nativa do Brasil, perenifólia, chegando a medir 28 metros de altura (normalmente entre 6 e 18 metros), com até 20 metros de diâmetro da copa arredondada e muito vistosa. Facilmente confundida com o pau-brasil ou pau-ferro pela semelhança da sua folhagem, é muito usada para arborização em várias cidades brasileiras.

## Etimologia
"Sibipiruna" é um termo de origem tupi que significa "sibipira preta".

## Descrição
As folhas são bipinadas com haste central de 20–25 centímetros de comprimento com 8-9 pares de pinas, cada uma com cerca de 11-13 pares de folíolos de 10-12 milímetros por pina. A floração ocorre a partir de agosto, podendo estender-se até o final do verão, produzindo inflorescências em rácemos cônicos eretos com flores amarelas. A frutificação dá origem a vagens compostas de duas valvas secas, lenhosas, longas e coriáceas com 7,6-12,0 centímetros de comprimento por 2,7-3,1 centímetros de largura. Quando maduras, as vagens rompem-se por torção em deiscência explosiva, arremessando de uma a cinco sementes. Estas são comprimidas, irregularmente circulares, transversas, ovato-obovadas ou orbiculares a subglobosas, com testa dura e muito rígida, clara, grossa ou sem albúmen, provida de um bico no hilo e marginada. A árvore pode viver mais de cem anos.